# 瑰縣
瑰縣，是明代交阯承宣布政使司下轄的一個縣，治所可能在今越南寧平省儒關縣。

## 沿革
- 永樂間置，屬寧化直隸州領[2][3][4][5]。
- 永樂十二年十二月庚寅，設交阯寧化州瑰縣巡檢司[6]。
- 永樂十七年九月乙卯，廢瑰縣入本州[7]。
- 永樂二十二年秋，交阯黎利被逐後，竄入寧化州車來縣，被交阯參將榮昌伯陳智追而敗走，後被逐歸瑰縣[8][9][10]。